# Barjols
Barjols é uma comuna francesa na região administrativa da Provença-Alpes-Costa Azul, no departamento de Var. Estende-se por uma área de 30,06 km². Em 2010 a comuna tinha 3 014 habitantes (densidade: 100,3 hab./km²).